# Woman is the Nigger of the World/Sisters O Sisters
Woman is the Nigger of the World/Sisters O Sisters è un singolo discografico del 1972 di John Lennon e Yōko Ono con la Plastic Ono Band.

## Tracce
1. Woman Is the Nigger of the World – 5:16 (John Lennon e Yoko Ono)
2. Sisters, O Sisters – 3:46 (Yoko Ono)

## Descrizione
Il titolo del primo brano era stato ideato da Yōko Ono durante un'intervista alla rivista Nova nel 1969. Venne pubblicata come singolo negli Stati Uniti nel 1972 con sul Lato B la canzone Sisters, O Sisters di Yoko Ono, altro inno femminista contenuto nell'album Some Time in New York City.
yes she is ... think about it

woman is the nigger of the world

think about it ... do something about it.»
sì lo è, pensateci
 
la donna è il negro del mondo

pensateci e fate qualcosa.»
(Woman Is the Nigger of the World, John Lennon & Yōko Ono)
La canzone descrive e denuncia la condizione di asservimento della donna nelle diverse culture mondiali. Il brano venne bandito dalle radio a causa della parola "nigger" (negro) presente nel titolo, sebbene molte personalità di colore dell'epoca si fossero pronunciate in difesa della canzone. Lennon utilizza il termine per paragonare la condizione della donna a quella di uno schiavo nero d'altri tempi. In seguito Lennon stesso ammise che gli ci erano voluti più di trent'anni prima di liberarsi di ogni residuo di maschilismo e, accettare le istanze di protesta del movimento femminista. Da ragazzo, confessò di aver sempre maltrattato le proprie ragazze, e di aver accettato la totale parità tra uomo e donna solo grazie a Yoko Ono.
Nel corso di un'intervista del 1972 durante una puntata del Dick Cavett Show, Lennon disse che il rivoluzionario irlandese James Connolly era stato di ispirazione per la canzone. Lennon citò l'affermazione di Connolly secondo la quale "le lavoratrici donne sono le schiave dello schiavo" nello spiegare la tematica femminista insita nel brano.
Il brano è stato incluso nella raccolta del 1975 Shaved Fish (con una strofa rimossa) ma lasciato fuori dalle successive compilation The John Lennon Collection (1982) e Lennon Legend: The Very Best of John Lennon (1997).
John Lennon eseguì la canzone dal vivo con la Elephant's Memory Band e con Yoko Ono durante il Dick Cavett Show nel maggio del 1972. A causa del suo controverso titolo, la ABC chiese a Dick Cavett di scusarsi preventivamente con il pubblico se qualcuno di essi avrebbe potuto sentirsi offeso dal contenuto della canzone.

### Cover
La canzone venne incisa, tradotta in italiano da Domenico Serengay, nello stesso anno dai Capricorn College su 45 giri (Kansas, DM 1158) travisandone completamente il significato.